# Papa Agapito II
Agapito II (Roma, ... – Roma, 8 novembre 955) è stato il 129º papa della Chiesa cattolica dal 946 fino alla sua morte.

## Biografia

### Origini ed elezione
Romano di nascita, della vita di Agapito prima della sua ascesa al pontificato non si hanno notizie, salvo che fu nominato cardinale diacono da papa Marino II in data ignota. Fu eletto il 27 maggio 946, lo stesso giorno della morte del suo precedessore e consacrato il 10 giugno. Era uno dei "papi cortigiani" di Alberico II di Spoleto, come lo erano stati prima di lui Leone VII, Stefano VIII e Marino II; anche la sua elezione, infatti, fu sicuramente voluta da Alberico. Nonostante ciò, sotto il suo pontificato l'azione del papato fu più dinamica rispetto agli anni precedenti, per i numerosi interventi religiosi che Agapito II compirà nei suoi nove anni di pontificato.

### Il pontificato

#### Rapporti con Ottone di Sassonia

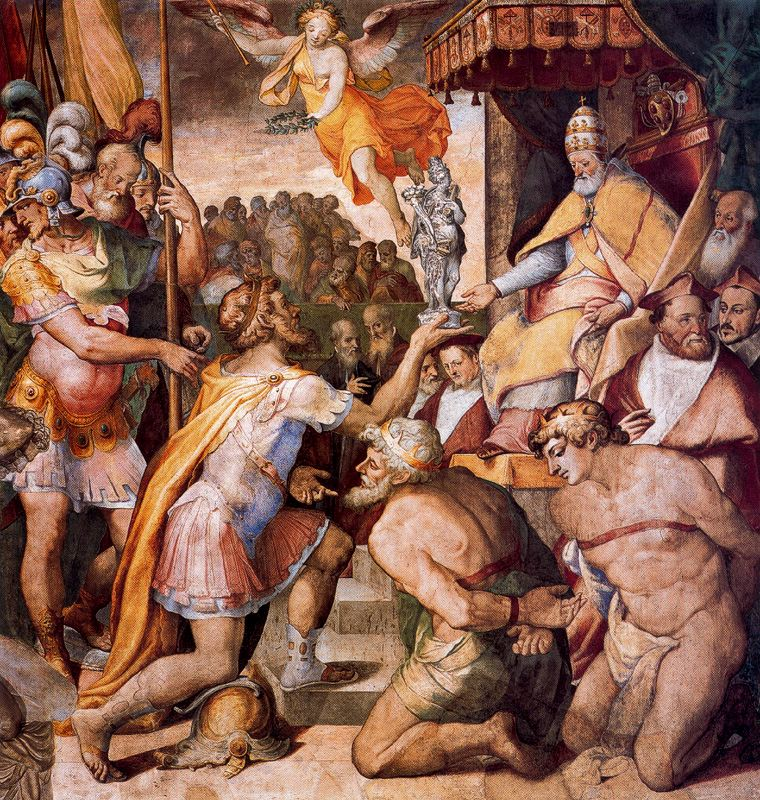
Orazio Samacchini, l'Imperatore Ottone I restituisce lo Stato della Chiesa a Papa Agapito II, 1563-1564, affresco, Sala Regia, Vaticano.

Nei primi quattro anni la volontà di Alberico, che governava Roma ininterrottamente dal 932, mantenne la città in uno stato di tranquillità assoluta, che fu però interrotta dal 950: Ottone I di Sassonia, potente sovrano dei Franchi Orientali con ambizioni che lo portavano a guardare fuori dal suo regno, era attratto dai richiami che provenivano dalla confusa situazione italiana, dove circostanze poco chiare avevano posto sul trono Berengario II d'Ivrea. Pressato dagli appelli Ottone scese in Italia, nel 951 sconfisse Berengario e si fece incoronare Regnum Italicum. In realtà Ottone aspirava alla corona imperiale, che soltanto papa Agapito poteva conferirgli. Questi si trovò impreparato: uomo dolce, pacifico e pieno di dignità religiosa, oltreché prudente, Agapito, come tutti gli ultimi papi che l'avevano preceduto, era un uomo di Chiesa, e non un politico. Nell'autunno del 951 Ottone inviò a Roma l'arcivescovo Federico di Magonza e il vescovo Arberto di Coira quali legati affinché il papa accogliesse la sua richiesta di venire incoronato. Alberico, che non desiderava avere un potente sovrano straniero a Roma, rispose al posto del pontefice con un diniego:
(Gregorovius, p. 23)
Girolamo Arnaldi, il biografo di Agapito e di Alberico, rimarca comunque che la volontà di non incoronare Ottone quale imperatore non provenisse soltanto da Alberico. Ancorché si trattasse certamente di un fatto politico, l'unzione sacra di un imperatore rientrava nelle competenze specifiche di un pontefice, e d'altra parte Alberico aveva sempre lasciato una certa indipendenza ai papi in campo strettamente religioso; pertanto può essere stato lo stesso Agapito a non volersi impegnare in un'operazione politico-religiosa di tale livello. Ottone, per il momento, non reagì: un'invasione di Ungari l'aveva richiamato in Germania nel 952, impegnandolo in una campagna che sarebbe durata fino al 955.

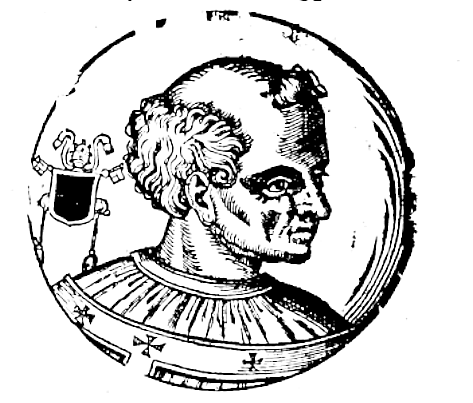
Agapito II, disegno tratto da Bartolomeo Sacchi detto il Platina, Vite De' Pontefici, a cura di Onofrio Panvinio, per i tipografi Turrini, e Brigonci, Venezia 1663

#### Il governo della Chiesa
Per quanto riguarda il governo della Chiesa, Agapito II si dimostrò molto più energico e indipendente rispetto ai suoi predecessori. Oltre a seguire la politica ecclesiastica di Alberico (e dei papi che si succedettero nella Sede Apostolica da Giovanni XI in poi), promuovendo la riforma cluniacense, intervenne nelle questioni dei vescovadi francesi e tedeschi. Nel primo caso si adoperò a favore di Artoldo (o Artaldo) contro Ugo di Vermandois (che pochi anni prima aveva ottenuto il pallio vescovile da papa Stefano VIII) quale legittimo arcivescovo di Reims. Rappresentato come legato papale dal vescovo Marino, in un sinodo ad Ingelheim del 948 il papa scomunicò Ugo e ridiede definitivamente ad Artoldo il possesso dell'arcidiocesi francese. Ugo fu poi scomunicato definitivamente in un sinodo romano del 949.
Nel caso delle diocesi tedesche Agapito, benché avesse rifiutato l'elezione imperiale ad Ottone, concesse al re di Germania e Italia un'assoluta libertà nella creazione di nuove sedi vescovili e arcivescovili nei territori che Ottone stesso stava conquistando ad Oriente, nella sua lotta contro gli Ungari.
Nel 950 inoltre, seguendo il consiglio di Oddone di Cluny, il papa dispose il restauro dell'abbazia di Montecassino affidandola all'abate Aligerno.

#### La morte di Alberico e la successione di Ottaviano
Nel 954 Alberico, sentendosi prossimo alla fine e paventando il rischio di un prossimo ritorno di Ottone e dunque della fine dell'autonomia di Roma e della Chiesa, si fece trasportare in San Pietro ove fece giurare al clero e ai nobili che, alla morte di Agapito, sarebbe stato eletto pontefice il figlio Ottaviano. Alberico era però ben conscio che, senza la sua forte presenza, l'equilibrio tra potere civile e religioso che aveva saputo intelligentemente instaurare e mantenere per vent'anni sarebbe venuto meno, con l'ascesa di un ragazzo che all'epoca aveva appena 17 anni. Il 31 agosto Alberico morì, mentre Agapito gli sopravvisse circa un anno e mezzo, sapendo già il nome del suo successore. Non è noto come Agapito reagì a questa costrizione, né se vi si oppose in qualche modo; probabilmente, consapevole della propria debolezza, preferì saggiamente non opporsi alla potente famiglia romana.

### Nomina di cardinali
Durante il suo pontificato, papa Agapito II nominò cinque cardinali:
- nel 946, Benigno, con il titolo di cardinale vescovo di Ostia
- il 25 maggio 956, Hadamar, O.S.B., abate di Fulda (cardinale presbitero, ma il cui titolo è ignoto);
- nel 948, Anastasio, nominato cardinale vescovo di Sabina;
- nel 955:
  - Costantino, nominato cardinale vescovo di Porto
  - Faustino, nominato cardinale presbitero di San Pietro in Vincoli.

### Morte e sepoltura
Il pontefice morì nel dicembre del 955, e fu sepolto nella Basilica di San Giovanni in Laterano.